# Tazenda

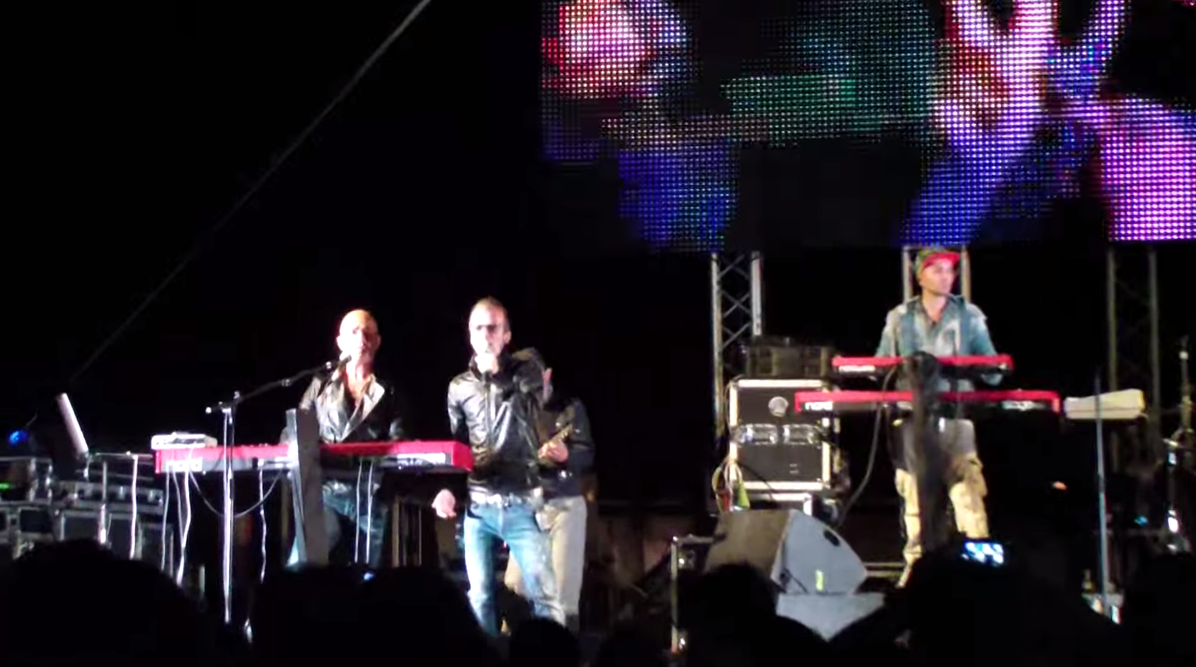
Tazenda (2014)

Tazenda ist eine Band aus Sardinien, die einen sehr melodischen Rock mit anspruchsvollen, zum Teil kritischen, vor allem aber sehr poetischen Texten in sardischer und italienischer Sprache spielt. Dabei fusioniert die Gruppe Elemente der traditionellen sardischen Musik mit Rock und zählt so zu den individuellsten Vertretern der italienischen Rockmusik.

## Werdegang
Die Band wurde 1988 von drei Mitgliedern der Gruppe Coro degli Angeli als eine der ersten Ethnic-Rock-Gruppen Italiens gegründet. Der Name Tazenda leitet sich von einem fiktiven Planeten aus Isaac Asimovs Foundation-Trilogie her.
Die Gründungsformation bestand aus
- Andrea Parodi (voc)  (seit 2007 Beppe Dettori)
- Gino Marielli (g) und
- Gigi Camedda (keyb, voc)

Mit dem Stück A sa zente feierten sie 1988 einen ersten kleinen Erfolg beim Festival von Sanremo und auch das kurze Zeit später veröffentlichte Debütalbum Tazenda wurde von Kritik und Publikum positiv angenommen. In der Folgezeit häuften sich die Erfolge u. a. mit zwei weiteren, vielbeachteten Auftritten auf den Sanremo-Festivals 1991 (zusammen mit Pierangelo Bertoli und dem Song Pitzinnos in sa gherra – Spunta la Luna dal monte) und 1992. Der Bekanntheitsgrad wuchs, so dass das 1991 erschienene Album Murales in Italien bereits eine Auflagenzahl von mehr als 200.000 erreichte und darüber hinaus auch in Deutschland, Österreich und der Schweiz (über Virgin) vertrieben wurde. Spätestens seit etwa dieser Zeit gelten sie als das musikalische Aushängeschild Sardiniens.
Sie tourten intensiv, zunächst durch Italien, später auch durch das Ausland, erwarben mehrere italienische Preise, arbeiteten mit zahlreichen italienischen und internationalen Künstlern wie  Fabrizio de André oder den Simple Minds zusammen und waren bei Stings einzigem Konzert des Jahres 1994 auf italienischem Boden dessen Support-Band.
Den Höhepunkt ihrer musikalischen Entwicklung erreichten sie zweifellos 1995 mit ihrem in den USA produzierten Album Fortza paris, dem neben Murales und Limba (1992) wohl eindrucksvollsten Werk der Gruppe.
Parodi, die unverwechselbare Stimme Tazendas, verließ die Band 1997 um eine Solokarriere zu starten, in deren Verlauf er drei Alben, davon eins zusammen mit Al Di Meola, produzierte.
Den Weggang Parodis (er wurde u. a. durch Gianmario Masu ersetzt) hat die Gruppe nie richtig verkraftet. Kreativität, Qualität und Produktivität litten in der Folgezeit spürbar.
2005 erschien jedoch, nachdem es einige Jahre recht ruhig um die Gruppe geworden war, mit Bumba ein neues Album mit elf erstveröffentlichten Titeln und am 4. Juni 2006 fand in Porto Torres (Sardinien) vor 20.000 Zuhörern ein Reunion-Konzert mit Andrea Parodi statt.
Am 17. Oktober 2006 starb Andrea Parodi im Alter von nur 51 Jahren an Krebs.
2007 erschien postum sein Album „Rosa Resolza“, das er zusammen mit Elena Ledda eingespielt hatte.
Ebenfalls 2007 nahm Beppe Dettori den Platz in der Gruppe ein, den zuvor Andrea Parodi ausgefüllt hatte. Konzerte in vielen Orten der sardischen Insel und auf dem Festland folgten. Im Laufe des Jahres erzielte die Gruppe mit dem Album „Vida“ und der Single „Domo mia“ (Andrea Parodi gewidmet) neue Erfolge. Mehr zufällig hatte sich eine Zusammenarbeit mit Eros Ramazzotti ergeben, der eigentlich für das Label Radiorama als Produzent agierte. Schließlich wurde das Album in Italien mit der „Goldenen Schallplatte“ prämiert.
2008 folgte das Album „Madre Terra“. Die gleichnamige Single entstand in Kooperation mit dem Sänger Francesco Renga (ehemals bei Timoria). Der Klang bewegt sich, wie fast immer bei Tazenda, zwischen traditionell und modern. Der Blick der Texte ist in die Zukunft gerichtet, sie bewegen sich zwischen Umweltproblemen und positiver Lebenseinstellung. Ein interessantes musikalisches Experiment ist der Song „Phonetic Illusion“, bei dem die sardische Sprache so sehr englisch moduliert wird, dass man beim oberflächlichen Hinhören kaum noch bemerkt, um welche Sprache es sich tatsächlich handelt.
Ende 2012 verließ Beppe Dettori die Band und wurde Anfang 2013 von Nicola Nite ersetzt.

## Diskographie

### Tazenda mit Andrea Parodi
- 1988 Tazenda (Album)
- 1991 Murales (Album)
- 1992 Limba (Album)
- 1993 Il popolo rock (Live-Album)
- 1995 Fortza paris (Album)
- 1997 Il sole di Tazenda (Compilation-Album)
- 2006 Reunion (Live-Album)

### Tazenda ohne Andrea Parodi
- 1998 Sardinia (Album)
- 2001 Bios – live in Ziqqurat (Live-Album)
- 2003 Bandidos (Single)
- 2005 ¡¡¡Bumba!!! (Album)
- 2007 Vida (Album) – das erste Lied Domo Mia gemeinsam gesungen mit Eros Ramazzotti
- 2008 Madre Terra (Album)
- 2011 Desvelos tour (Live-Album)
- 2012 Ottantotto (Album)
- 2021 Antistasis (Album)

### Veröffentlichungen Andrea Parodi
- 2002 Abacada (Album)
- 2004 Andrea Parodi (Album)
- 2005 Midsummer night in Sardinia (Album zusammen mit Al di Meola)
- 2006 Intimi Raccolti (Album)

postum
- 2007 Intimi Raccolti mit DVD vom letzten Konzert im Anfiteatro romano in Cagliari am 26. September 2006
- 2007 Rosa Resolza (mit Elena Ledda)

### Veröffentlichungen der VorläufergruppeCoro degli Angeli
- 1982 Canzoni di Mogol-Battisti (Album)
- 1987 Misterios (Album)